# Mahmoud Ezzat
Mahmoud Ezzat (in arabo محمود عزت‎?; Il Cairo, 5 maggio 1992) è un calciatore egiziano, difensore dell'El Dakhleya.

## Caratteristiche tecniche
È un difensore centrale.

## Carriera

### Club
Muove i suoi primi passi nelle giovanili dell'Al-Mokawloon. Il 12 luglio 2014 passa in prestito con diritto di riscatto al Nacional, formazione impegnata nel campionato portoghese. Il 21 agosto esordisce nelle competizioni europee contro la Dinamo Minsk, incontro preliminare valido per l'accesso alla fase a gironi di UEFA Europa League. A gennaio le due società si accordano per la risoluzione anticipata del prestito.
Il 2 agosto 2015 passa allo Smouha in cambio di 2 milioni di EGP, firmando un quadriennale. L'esperienza è segnata da due gravi infortuni al crociato, che ne limitano l'utilizzo. Il 17 gennaio 2022 torna dopo 7 anni all'Al-Mokawloon, trasferendosi in prestito secco fino a giugno.

### Nazionale
Ha giocato nella nazionale egiziana Under-20.
Esordisce in nazionale maggiore il 13 agosto 2017 contro il Marocco, in un incontro valido per l'accesso alla fase finale del Campionato delle Nazioni Africane 2018. In precedenza aveva partecipato ai Mondiali Under-20, svolti in Colombia nel 2011.

## Statistiche

### Presenze e reti nei club
Statistiche aggiornate al 22 gennaio 2023.
| Stagione            | Squadra             | Campionato          | Campionato | Campionato | Coppe nazionali | Coppe nazionali | Coppe nazionali | Coppe continentali | Coppe continentali | Coppe continentali | Altre coppe | Altre coppe | Altre coppe | Totale | Totale |
| Stagione            | Squadra             | Comp                | Pres       | Reti       | Comp            | Pres            | Reti            | Comp               | Pres               | Reti               | Comp        | Pres        | Reti        | Pres   | Reti   |
| ------------------- | ------------------- | ------------------- | ---------- | ---------- | --------------- | --------------- | --------------- | ------------------ | ------------------ | ------------------ | ----------- | ----------- | ----------- | ------ | ------ |
| 2010-2011           | Al-Mokawloon        | PL                  | 2          | 0          | CE              | 1               | 0               | -                  | -                  | -                  | -           | -           | -           | 3      | 0      |
| 2011-2012           | Al-Mokawloon        | PL                  | 2          | 0          | -               | -               | -               | -                  | -                  | -                  | -           | -           | -           | 15     | 1      |
| 2012-2013           | Al-Mokawloon        | PL                  | 13         | 1          | CE              | 0               | 0               | -                  | -                  | -                  | -           | -           | -           | 13     | 1      |
| 2013-2014           | Al-Mokawloon        | PL                  | 18         | 3          | CE              | 1               | 0               | -                  | -                  | -                  | -           | -           | -           | 19     | 3      |
| 2014-gen. 2015      | Nacional            | PL                  | 4          | 0          | CP+CdL          | 0               | 0               | UEL                | 1                  | 0                  | -           | -           | -           | 5      | 0      |
| gen.-giu. 2015      | Al-Mokawloon        | PL                  | 16         | 0          | CE              | 2               | 0               | -                  | -                  | -                  | -           | -           | -           | 18     | 0      |
| 2015-2016           | Smouha              | PL                  | 29         | 4          | CE              | 5               | 1               | CCL                | 2                  | 0                  | -           | -           | -           | 36     | 5      |
| 2016-2017           | Smouha              | PL                  | 9          | 0          | CE              | 2               | 1               | CC                 | 5                  | 0                  | -           | -           | -           | 16     | 1      |
| 2017-2018           | Smouha              | PL                  | 0          | 0          | CE              | 0               | 0               | -                  | -                  | -                  | -           | -           | -           | 0      | 0      |
| 2018-2019           | Smouha              | PL                  | 13         | 0          | CE              | 2               | 0               | -                  | -                  | -                  | -           | -           | -           | 15     | 0      |
| 2019-2020           | Smouha              | PL                  | 6          | 1          | CE              | 0               | 0               | -                  | -                  | -                  | -           | -           | -           | 6      | 1      |
| 2020-2021           | Smouha              | PL                  | 9          | 0          | CE              | 0               | 0               | -                  | -                  | -                  | -           | -           | -           | 9      | 0      |
| 2021-gen. 2022      | Smouha              | PL                  | 5          | 0          | CE              | 0               | 0               | -                  | -                  | -                  | -           | -           | -           | 5      | 0      |
| Totale Smouha       | Totale Smouha       | Totale Smouha       | 71         | 5          |                 | 9               | 2               |                    | 7                  | 0                  |             | -           | -           | 87     | 7      |
| gen.-giu. 2022      | Al-Mokawloon        | PL                  | 18         | 0          | CE              | 1               | 0               | -                  | -                  | -                  | -           | -           | -           | 19     | 0      |
| Totale Al-Mokawloon | Totale Al-Mokawloon | Totale Al-Mokawloon | 69         | 4          |                 | 5               | 0               |                    | -                  | -                  |             | -           | -           | 74     | 4      |
| 2022-2023           | El Dakhleya         | PL                  | 3          | 0          | CE              | 0               | 0               | -                  | -                  | -                  | -           | -           | -           | 3      | 0      |
| Totale carriera     | Totale carriera     | Totale carriera     | 147        | 9          |                 | 14              | 2               |                    | 8                  | 0                  |             | -           | -           | 169    | 11     |

### Cronologia presenze e reti in nazionale
| Cronologia completa delle presenze e delle reti in nazionale ― Egitto | Cronologia completa delle presenze e delle reti in nazionale ― Egitto | Cronologia completa delle presenze e delle reti in nazionale ― Egitto | Cronologia completa delle presenze e delle reti in nazionale ― Egitto | Cronologia completa delle presenze e delle reti in nazionale ― Egitto | Cronologia completa delle presenze e delle reti in nazionale ― Egitto | Cronologia completa delle presenze e delle reti in nazionale ― Egitto | Cronologia completa delle presenze e delle reti in nazionale ― Egitto |
| Data                                                                  | Città                                                                 | In casa                                                               | Risultato                                                             | Ospiti                                                                | Competizione                                                          | Reti                                                                  | Note                                                                  |
| --------------------------------------------------------------------- | --------------------------------------------------------------------- | --------------------------------------------------------------------- | --------------------------------------------------------------------- | --------------------------------------------------------------------- | --------------------------------------------------------------------- | --------------------------------------------------------------------- | --------------------------------------------------------------------- |
| 13-8-2017                                                             | Alessandria d'Egitto                                                  | Egitto                                                                | 1 – 1                                                                 | Marocco                                                               | Q. Campionato delle Nazioni Africane 2018                             | -                                                                     |                                                                       |
| 18-8-2017                                                             | Rabat                                                                 | Marocco                                                               | 3 – 1                                                                 | Egitto                                                                | Q. Campionato delle Nazioni Africane 2018                             | -                                                                     |                                                                       |
| Totale                                                                |                                                                       | Presenze                                                              | 2                                                                     |                                                                       | Reti                                                                  | 0                                                                     |                                                                       |